# Hecatera bicolorata
Hecatera bicolorata là một loài bướm đêm thuộc họ Noctuidae. Loài này phân bố ở khắp châu Âu và cũng được tìm thấy ở Thổ Nhĩ Kỳ, Iran, Israel, Liban, Syria, Kirghizia, Tajikistan, miền tây Xibia và Trung Quốc.

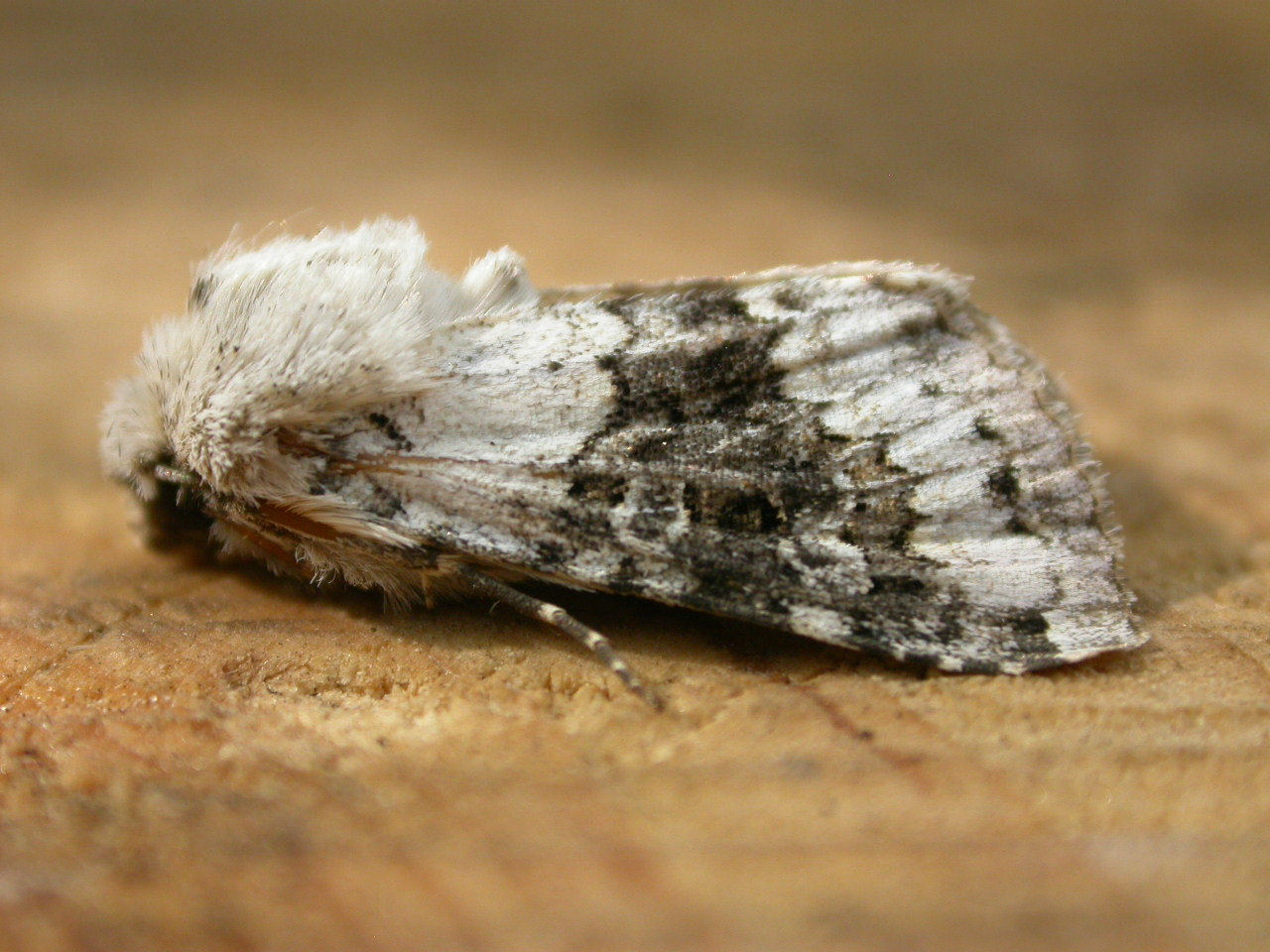

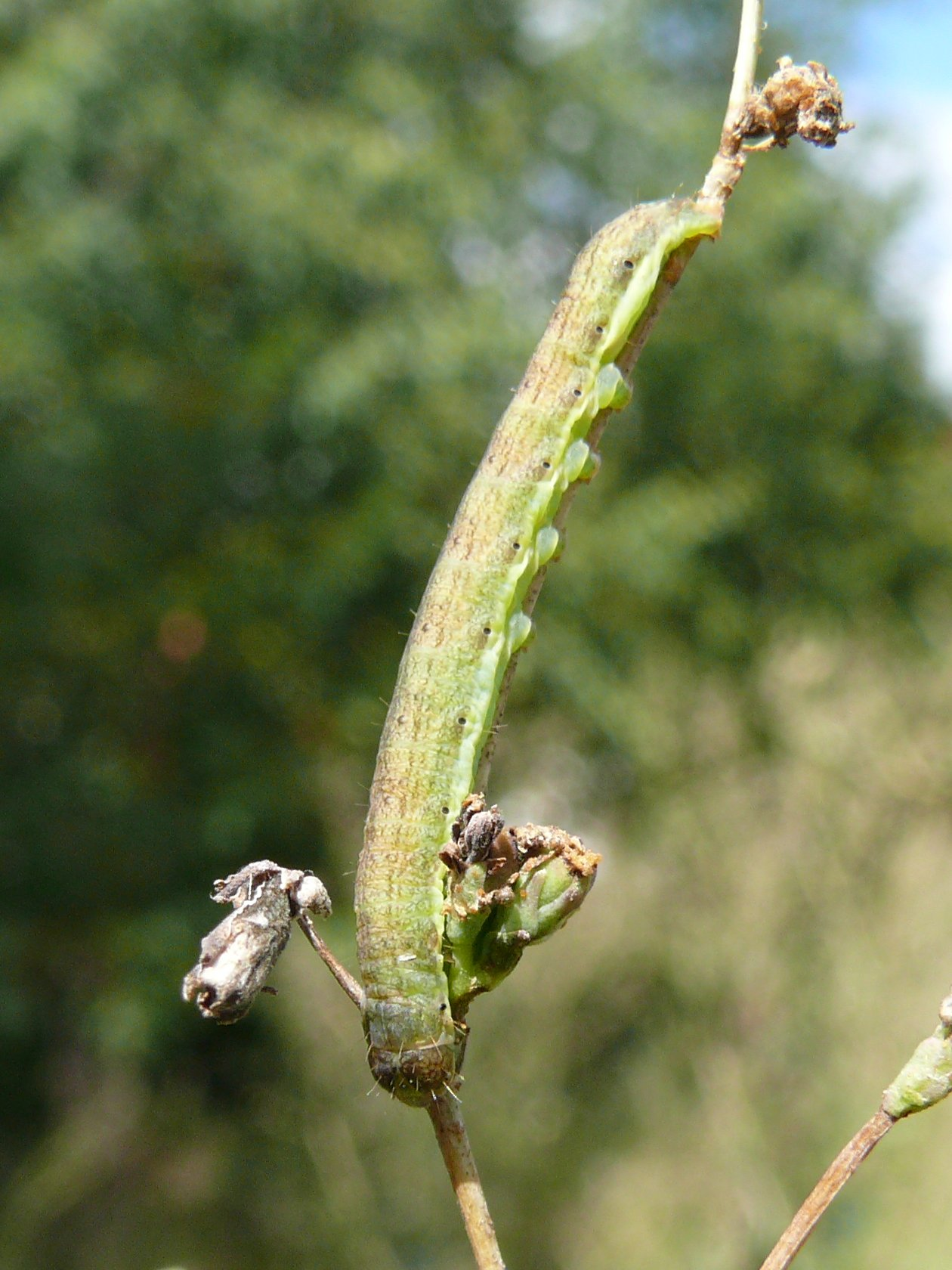
Sâu bướm.

Sải cánh là 28–35 mm, cánh trước màu trắng với một dải rộng màu nâu tối. Cánh sau màu xám với rìa hơi đen. Chúng bay ban đêm từ tháng 6 đến tháng 8. Ấu trùng màu nâu hoặc xanh lá cây với các đốm tối hơn ở phía sau, chúng ăn hoa của các loài hoa vàng Asteraceae.

## Hình ảnh

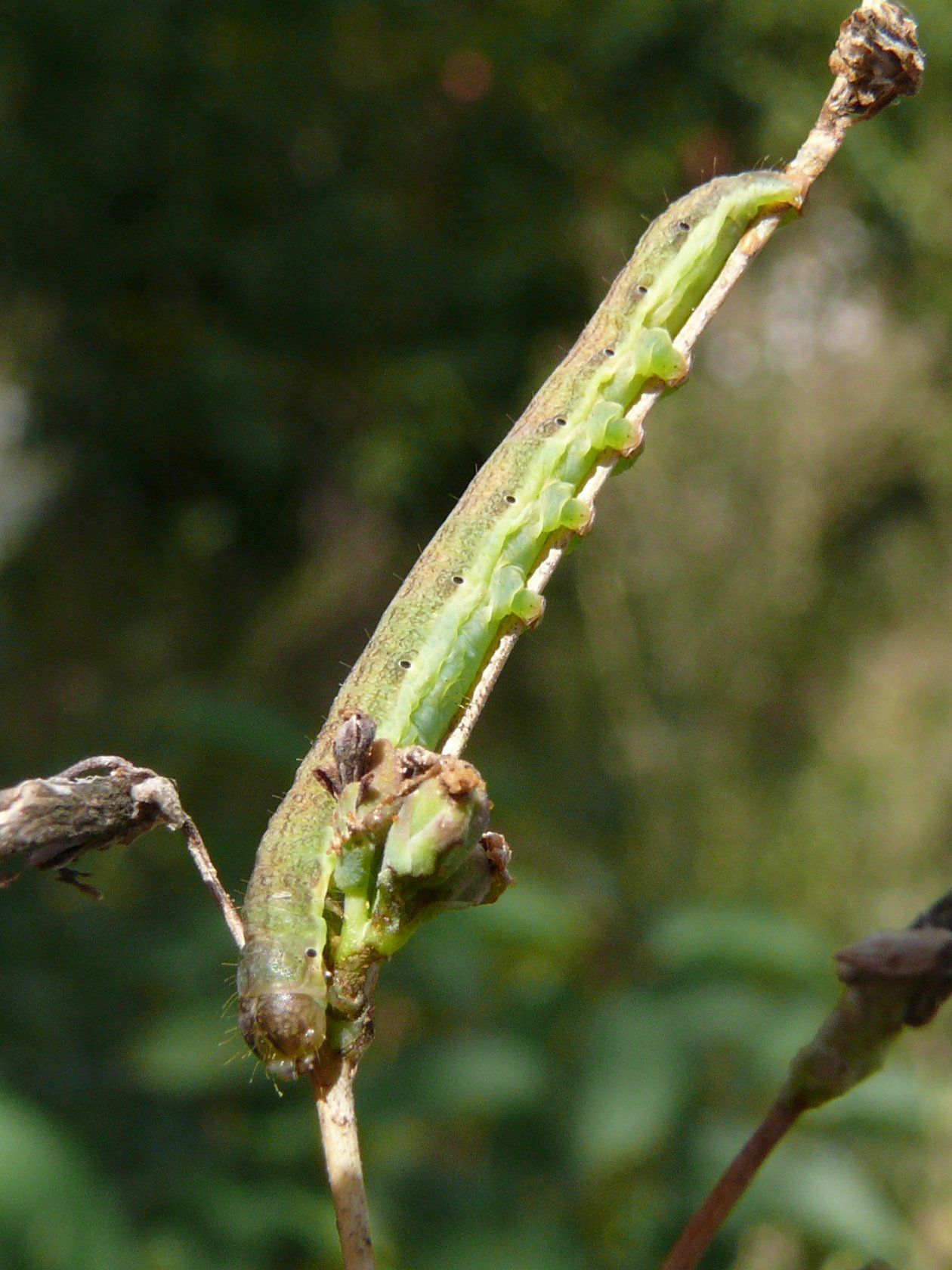
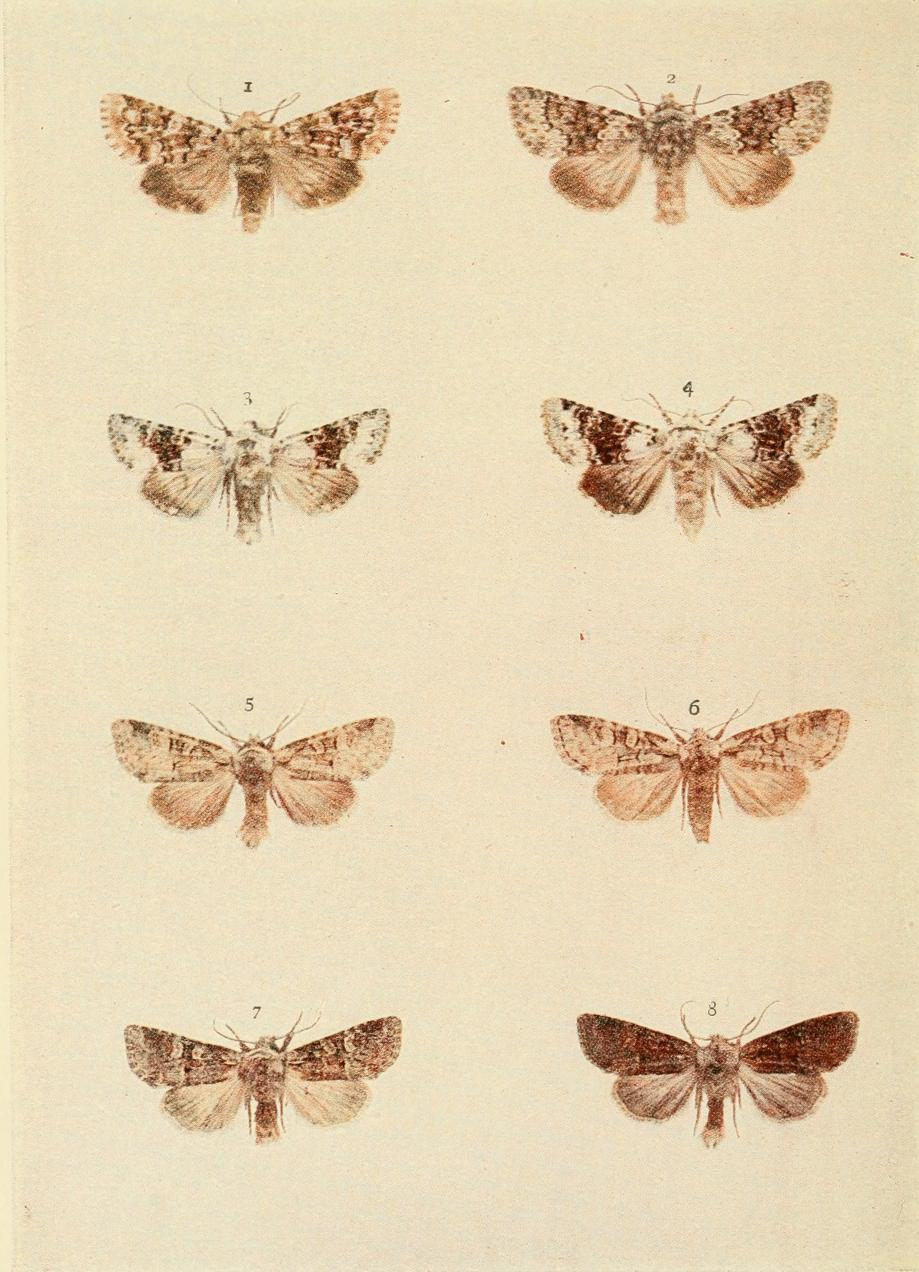
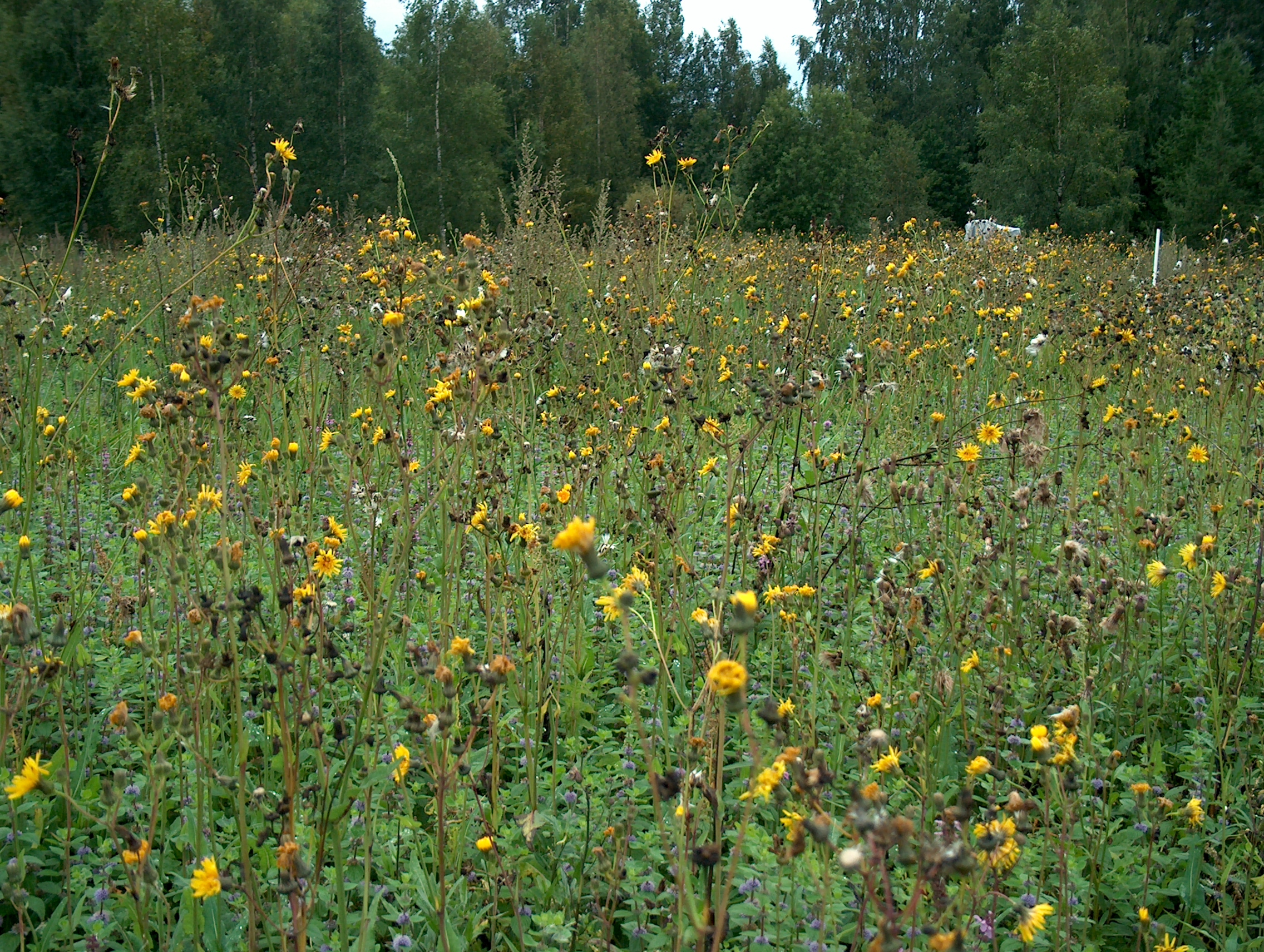

## Notes và chú thích
- Chinery, Michael Collins Guide to the Insects of Britain và Western Europe 1986 (Reprinted 1991)
- Skinner, Bernard Colour Identification Guide to Moths of the British Isles 1984

 Tư liệu liên quan tới Hecatera bicolorata tại Wikimedia Commons